# Coldwell Banker
Coldwell Banker je americká realitní franšízová síť, která má v současnosti své zastoupení ve 49 zemích světa včetně České republiky.
Coldwell Banker je nejstarší realitní síť na světě, vznikla v 1906. Společnost patří do skupiny Realogy, jejíž součástí jsou například franšízové řetězce Century 21 či ERA.

## Historie
Coldwell Banker je realitní franšízová síť, která byla založena v roce 1906 po devastujícím zemětřesení a požáru v San Franciscu ve Spojených státech amerických. Mladý realitní agent Colbert Coldwell tehdy vycítil, že obyvatelé potřebují poctivou a profesionální realitní společnost, která by pomohla opět obnovit město.
S růstem společnosti najal Colbert Coldwell v roce 1913 do firmy Arthura Bankera jako prodejce nemovitostí. Tito dva obchodníci se brzy stali obchodními partnery a vytvořili realitní agenturu. V roce 1914 společnost oficiálně pojmenovali Coldwell Banker.
První realitní kancelář zaměřená na rezidenční nemovitosti byla otevřena v roce 1925 v San Franciscu. Během následujících 50 let společnost Coldwell Banker expandovala. Své pobočky otevírala po celých Spojených státech amerických a v roce 1991 měla zastoupení ve všech 50 amerických státech.
Na začátku devadesátých let se začala společnost Coldwell Banker rozšiřovat do zahraničí. První zahraniční pobočky byly založeny v Kanadě a Portoriku.
V současné době má Coldwell Banker své zastoupení ve 49 zemích světa a počet zemí stále roste.

## Coldwell Banker Czech Republic
Coldwell Banker působí v České republice od 1. května 2010 pod názvem Coldwell Banker Czech Republic. K lednu 2012 bylo otevřeno celkem 15 realitních kanceláří. Coldwell Banker používá při své prezentaci zlatého retrívra.

## Coldwell Banker University
Coldwell Banker University je kombinované jednosemestrální studium pro realitní makléře, realizované formou krátkodobých interaktivních seminářů. Jde o celosvětový systém vzdělávání pod hlavičkou prémiové realitní skupiny Coldwell Banker. Certifikát udělovaný společností Coldwell Banker Czech Republic je oficiálně uznaný Ministerstvem školství, mládeže a tělovýchovy ČR jako doklad k výkonu realitního makléře v České republice.
Studium je uznáno jako rekvalifikace realitního makléře. Po úspěšném složení závěrečné zkoušky posluchači obdrží Osvědčení o absolvování studia dle § 60, odst. 2, zák. č.
111/1998 Sb. a zák. č. 147/2001 Sb. o vysokých školách.